# Decaisnina
Decaisnina es un género de arbustos con 30 especies pertenecientes a la familia Loranthaceae. Es originario de Australia.

## Descripción
Son arbustos perennifolios  parcialmente parasitarios. Las hojas son opuestas , coriáceas o membranosas; pecioladas o sésiles. Las plantas son hermafroditas, entomófilas  o ornitófilas. Sus inflorescencias seproducen en forma de racimos. 

## Taxonomía
El género fue descrito por Philippe Édouard Léon Van Tieghem y publicado en Bulletin de la Société Botanique de France  42: 436, en el año 1895.    La especie tipo es Decaisnina glauca Tiegh.
Etimología
El nombre del género fue otorgado en honor de Joseph Decaisne (1807-1882), botánico francés, presidente de la Academia Francesa de Ciencias y director del Jardín Botánico de París.

## Especies aceptadas
A continuación se brinda un listado de las especies del género Decaisnina aceptadas hasta noviembre de 2014, ordenadas alfabéticamente. Para cada una se indica el nombre binomial seguido del autor, abreviado según las convenciones y usos.	
- Decaisnina aherniana  	(Merr.) Barlow
- Decaisnina amplexicaulis 	(Danser) Barlow
- Decaisnina angustata 	(Barlow) Barlow
- Decaisnina biangulata 	Barlow
- Decaisnina brittenii 	Barlow
- Decaisnina celebica 	(Hemsl.) Barlow
- Decaisnina confertiflora 	(Merr.) Barlow
- Decaisnina congesta 	Barlow
- Decaisnina crassilimba 	(Merr.) Barlow
- Decaisnina cumingii 	(Tiegh.) Barlow
- Decaisnina djamuensis 	Barlow
- Decaisnina forsteriana 	Barlow
- Decaisnina glauca 	Tiegh.
- Decaisnina hollrungii 	Barlow
- Decaisnina hombronii 	Tiegh.
- Decaisnina longipes 	Barlow
- Decaisnina micranthes 	(Danser) Barlow
- Decaisnina miniata 	(Elmer) Barlow
- Decaisnina ovatifolia 	(Merr.) Barlow
- Decaisnina papuana 	Barlow
- Decaisnina parvifolia 	(Danser) Barlow
- Decaisnina pedicellata 	(Danser) Barlow
- Decaisnina petiolata 	(Barlow) Barlow
- Decaisnina revoluta 	(Merr.) Barlow
- Decaisnina signata 	Tiegh.
- Decaisnina stenopetala 	Barlow
- Decaisnina sumbawensis 	(Tiegh.)
- Decaisnina triflora 	Tiegh.
- Decaisnina viridis 	(Merr.) Barlow
- Decaisnina zollingeri 	(Tiegh.) Barlow